# Lúcia Paiacu Tabajara
Lúcia Maria Tavares (Apodi, 18 de janeiro de 1961), também conhecida como Lúcia Paiacu Tabajara, é uma ativista indígena descendente de povos tapuias paiacu e tabajaras. Lúcia é fundadora do primeiro museu indígena do Rio Grande do Norte, direcionado a preservar a cultura indígena na região de Apodi, no Alto Oeste Potiguar: o Museu do Índio Luiza Cantofa.
Em 2021, recebeu o troféu de Mulher Cidadã pela Câmara Municipal de Apodi pela sua importância em relação à defesa dos povos indígenas da região.

## Biografia
Lúcia Maria Tavares é filha do agricultor e ex-combatente Sebastião Clementino Tavares e da lavadeira Maria das Neves da Conceição. Sua mãe e avó materna eram indígenas tapuias paiacu e viviam na região do Sítio Córrego, zona rural e hoje um distrito de Apodi. Seu pai, indígena tabajara, é oriundo do bairro Casa Amarela de Recife (PE).
Ainda jovem, a indígena se casou com Erione Marinho de Paiva (falecido) e tiveram um filho, Abdala Tavaris, que é pai dos três netos de Lúcia: Ágata, Guilherme e Gabriela. Esta última foi a primeira indígena aprovada por cotas na Universidade do Estado do Rio Grande do Norte (UERN) e atualmente curso Direito na universidade.
Em meados da década de 1980, Lúcia se separou do marido e foi trabalhar em São Paulo como costureira por cerca de 20 anos. Durante sua vida na capital paulista, ela passou a estudar a história dos indígenas potiguares, entre eles os tapuias paiacus e os potiguaras. Assim, a ativista foi reunindo as informações e conhecimentos necessários para lutar pela preservação cultural dos povos indígenas de que é descendente.
Em 7 de fevereiro de 2013, Lúcia inicio o projeto de criação do primeiro museu indígena do Rio Grande do Norte, o Museu do Índio Luíza Cantofa, e o Centro Histórico Cultural Tapuias Paiacus da Lagoa do Apodi. O primeiro foi nomeado em homenagem à indígena tapuia paiacu Luíza Cantofa, assassinada em 03 de novembro de 1825 no município de Portalegre ao confrontar a sociedade da época.
Em julho de 2023, o Museu do Índio Luíza Cantofa foi oficialmente inaugurado durante a VII Assembleia Indígena do Rio Grande do Norte (AIRN) e a IV Assembleia de Mulheres Indígenas do RN (AMIRN), sediadas pela primeira vez pelo município de Apodi. O museu abriga artefatos e documenta histórias e a identidade dos povos indígenas de Apodi e de outras regiões do Rio Grande do Norte. Dentre os artefatos arqueológicos abrigados no museu estão lâminas de machado, percutores, batedores, pontas de projétil, cerâmicas e tapeçarias, todos relacionados à memória indígena da região.
Lúcia recebeu um parecer favorável em 2019 do Ministério Público (RN) para alterar seu nome para Lúcia Tapuia Paiacu, recebendo assim o nome do seu povo como sobrenome. A alteração do registro da indígena ainda não foi autorizado pela justiça.

## Ligações Externas
Álbum Biográfico das Guerreiras da Ancestralidade (Vencedor do Prêmio Jabuti 2023)